# ویر، اتریش
ویر (به آلمانی: Weyer) یک منطقهٔ مسکونی در اتریش است که در ناحیه استیر لند واقع شده‌است. ویر ۲۲۳٫۸ کیلومتر مربع مساحت دارد ۳۹۹ متر بالاتر از سطح دریا واقع شده‌است.